# Cave City (Arkansas)
Cave City é uma cidade localizada no estado americano de Arkansas, no Condado de Independence e Condado de Sharp.

## Demografia
Segundo o censo americano de 2000, a sua população era de 1 946 habitantes.
Em 2006, foi estimada uma população de 2 059, um aumento de 113 (5.8%).

## Geografia
De acordo com o United States Census Bureau, a localidade tem uma área de 6,7 km², sem área coberta por água. Cave City localiza-se a aproximadamente 184 m acima do nível do mar.

## Localidades na vizinhança
O diagrama seguinte representa as localidades num raio de 24 km ao redor de Cave City.